# حسینیه نواب
حسینیه نواب بیرجند از آثار مربوط به دوره صفوی است که در شهر بیرجند، مرکز استان خراسان جنوبی واقع شده‌است. این اثر در تاریخ ۱۱ مرداد ۱۳۷۶ با شمارهٔ ثبت ۱۸۸۴ به‌عنوان یکی از آثار ملی ایران به ثبت رسیده‌است. این حسینیه در داخل بافت قدیم و در محله چهار درخت، خیابان منتظری قرار دارد،

## تاریخچه
حسینیه و مدرسه نواب بیرجند در زمان شاه عباس صفوی و به فرمان امیرزاده خاتون ملقب به نواب یا بی بی نواب، از زنان خاندان خزیمه علم ساخته شده‌است. تاریخ ۱۰۰۱ ه‍.ق موجود در کتیبه سردر ورودی، سال ساخت آن را نشان می‌دهد و در طول تاریخ پذیرای طبقات گوناگون مردم اعم از رجال سیاسی، نظامی، و کسبه بوده‌است.

## مشخصات
این بنا به صورت دو ایوانی ساخته شده‌است. ایوانهای بکار رفته در ساختمان این بنا را می‌توان یکی از بخش‌های مهم این تکیه معرفی نمود. به‌طوری که، ایوان سمت جنوب‌غربی دارای ویژگی منحصربه‌فرد تزئینات مختلفی چون موتیف‌های مختلف به صورت گچبری، طاق نماهای و طاقچه‌های تزئینی مقرنس می‌باشد. همچنین، ایوان دیگری در سمت شمال شرقی صحن قرار گرفته که در پشت این ایوان اتاق ساده با طاقچه‌های متعدد قرار گرفته که زیبایی خاصی را برای ایوان به ارمغان آورده است.
سردر ورودی، هشتی، صحن، دو ایوان و اتاق‌ها و پنجره‌های متعدد از ویژگی‌های این بنا می‌باشد. مهمترین ویژگی این بنا تزیینات زیبای گچبری آن است که در جای جای آن دیده می‌شود. این تزیینات شامل مقرنس، رسمی‌بندی، کتیبه‌های گچی و گچبری‌های اسلیمی و گل و گیاه است. کتیبه و گچبریهای زیبای سر در این بنا توسط یکی از هنرمندان معروف اصفهان به نام «یار آگاه» انجام شده. در این گچبری‌ها قسمتی از اشعار محتشم کاشانی که خود بزرگترین مرثیه سرای عهد صفوی در دوران شاه طهماسب بوده، در رثای حسین بن علی به صورت برجسته دیده می‌شود.